# Paleis van de Prins-bisschoppen

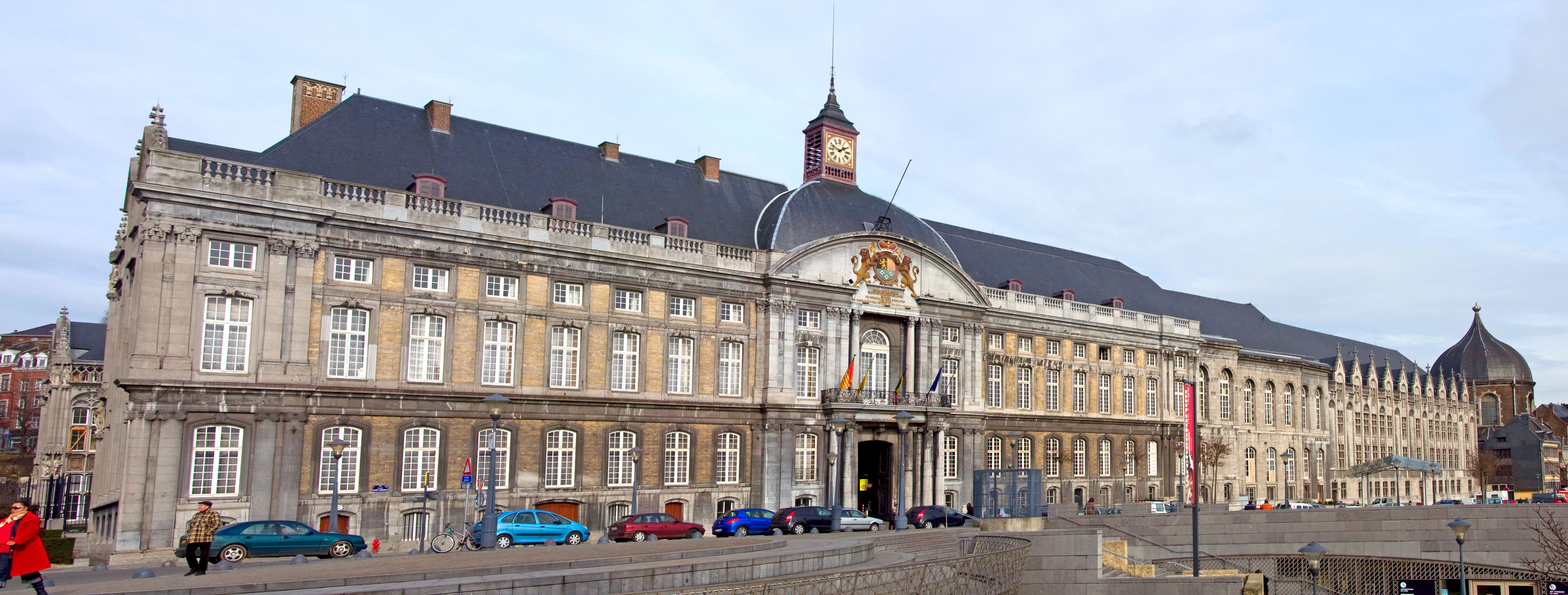
Barokke zuidgevel (2010)

Het Paleis van de Prins-bisschoppen in de Belgische stad Luik bevindt zich op de Place Saint-Lambert in het hart van de stad. Tot het einde van de 18e eeuw stond ertegenover de Sint-Lambertuskathedraal, die door revolutionairen werd verwoest.
Het huidige gebouw, met zijn imposante voorgevel, is het derde gebouw dat onderdak verschafte aan de Luikse prins-bisschoppen. Een eerste paleis werd geïntegreerd in de versterkingen door de prins-bisschop Notger, maar dat gebouw verdween bij een brand in 1185. Het werd opnieuw opgetrokken door Rudolf van Zähringen. Deze constructie kreeg het zwaar te verduren tijdens de plundering van de stad door de troepen van Karel de Stoute en brandde eveneens af in 1505.
Everhard van der Marck, die in 1505 prins-bisschop werd, begon aan de bouw van een nieuw paleis waarvan hij de constructie toevertrouwde aan Arnold van Mulken in 1526. De bouw duurde tot eind 16e eeuw. De zeer bijzondere binnenplaats (Cour d'Honneur) is omringd door een zuilenarcade met zestig renaissancezuilen van verschillende types. Een aantal van de kapitelen is gedecoreerd met maskers en hoofden met verentooien naar Azteeks model. Blijkbaar was de bisschop gefascineerd door de schatten van het in 1521 onderworpen Aztekenrijk.
De zuidgevel werd volledig vernieuwd na een brand in 1734, onder leiding van de Brusselse architect Johannes Andreas Anneessens. In 1849 werd aan de westkant een nieuwe vleugel gebouwd waarin het provinciebestuur werd ondergebracht. Anno 2010 bezetten diensten van Justitie en het provinciebestuur het voormalige paleis.

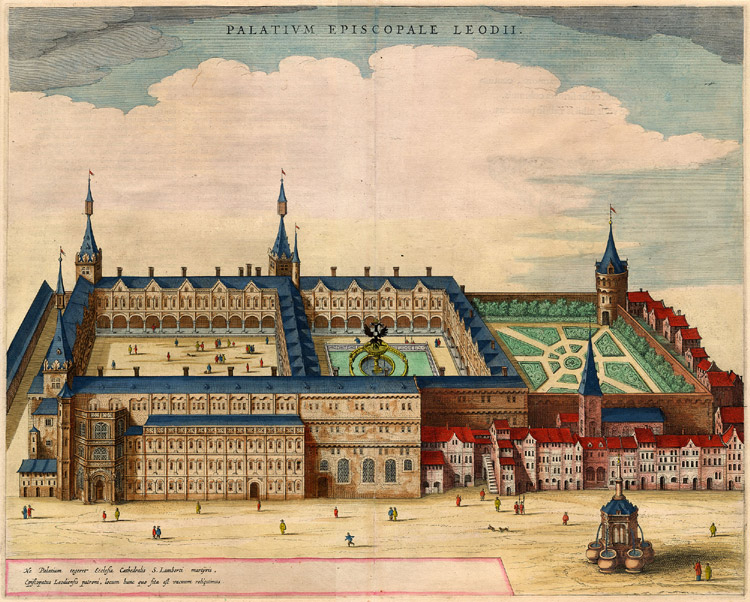
Het paleis in 1649
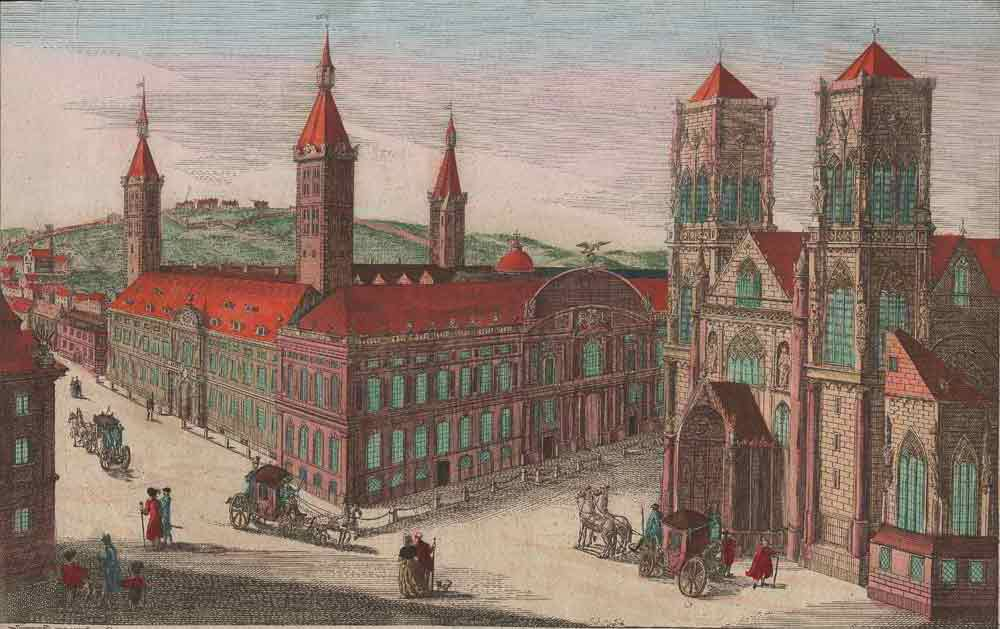
Links het paleis, rechts de kathedraal (18e-eeuwse afbeelding)
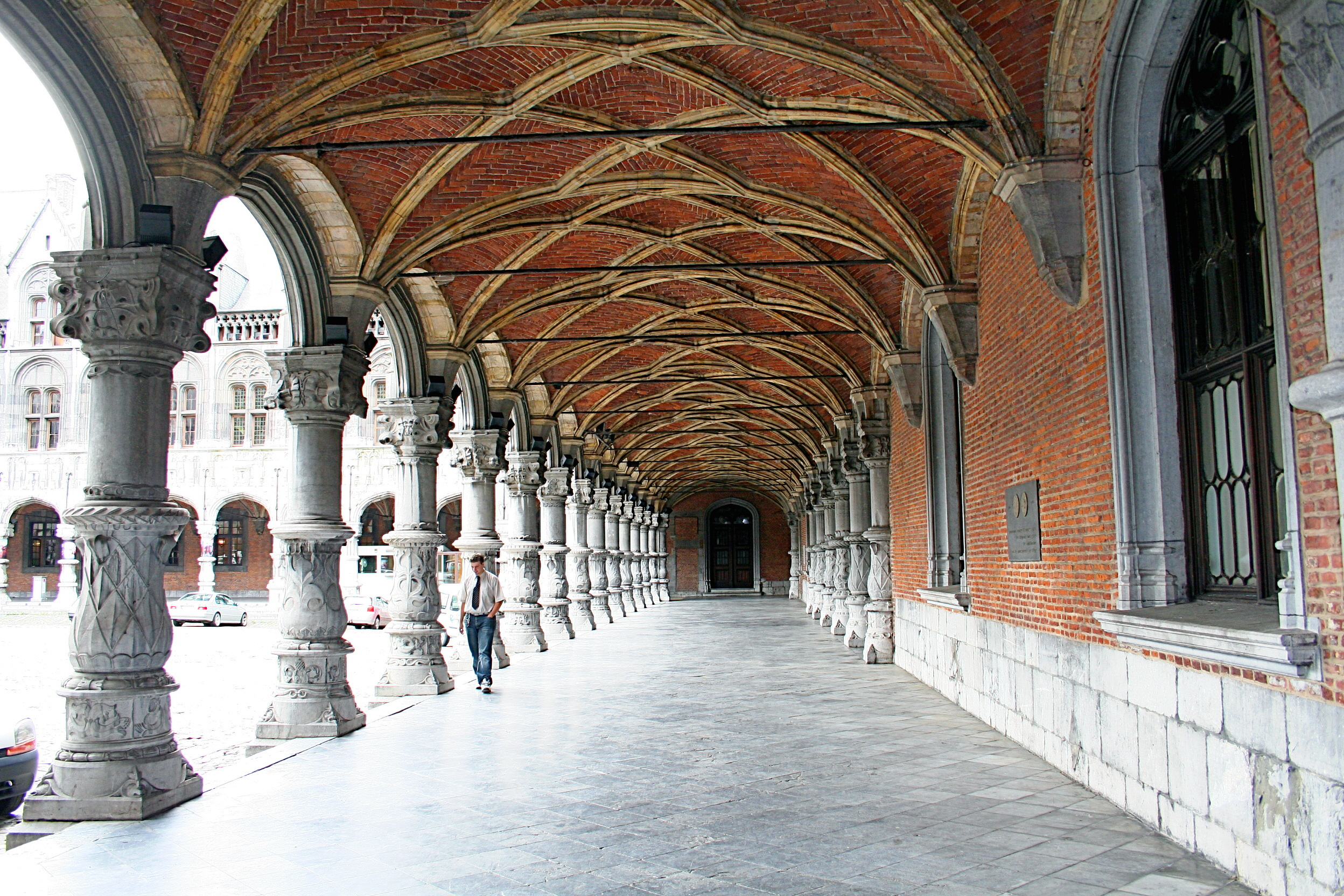
Cour d'Honneur met renaissance-arcade
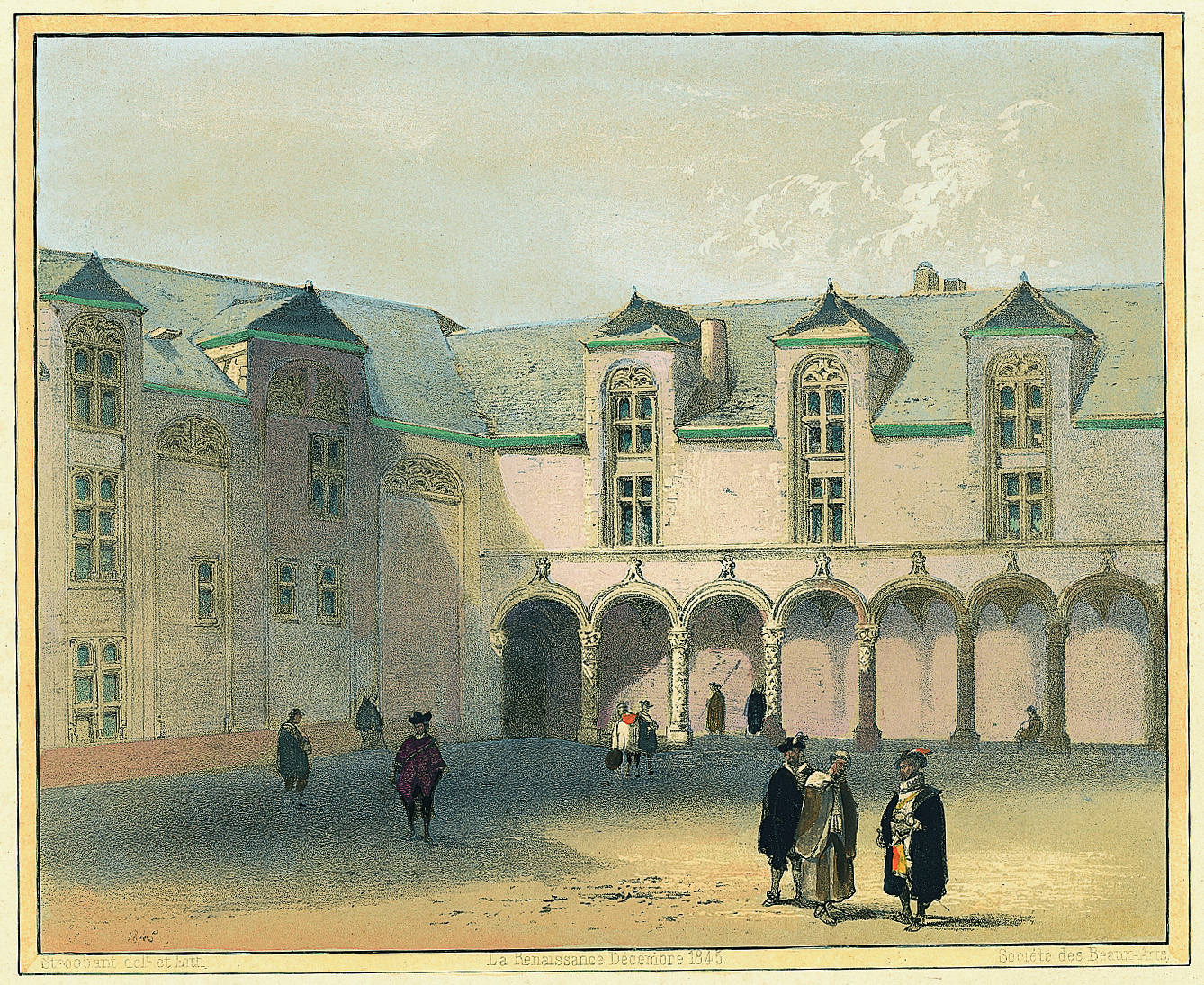
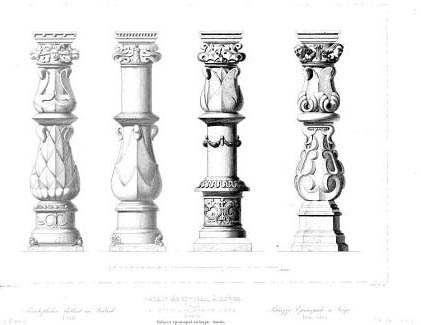
Cour d'Honneur met verschillende zuilentypes

## Voetnoten
1. ↑  Lauran Toorians, Het ‘Azteeks Museum’ van Margaretha van Oostenrijk, in: Ons Erfdeel, 1992, nr. 5, p. 733-734

Antwerpen · Henegouwen · Limburg · Luik · Luxemburg · Namen · Oost-Vlaanderen · Vlaams-Brabant · Waals-Brabant · West-Vlaanderen